# رود خسبان
 رود خسبان یک رود در حوضه آبریز دریاچه نمک در استان البرز ایران است که از البرز سرچشمه می‌گیرد. این رود در ارتفاع ۱۸۱۷ متری واقع شده است.